# Meidericher Spielverein Duisburg 1973-1974
Questa voce raccoglie le informazioni riguardanti il Meidericher Spielverein Duisburg nelle competizioni ufficiali della stagione 1973-1974.

## Stagione
Nella stagione 1973-1974 il Duisburg, allenato da Rudi Faßnacht e Willibert Kremer, concluse il campionato di Bundesliga al 15º posto. In Coppa di Germania il Duisburg fu eliminato al primo turno dal Bayern Monaco.

## Rosa
| N. |                     | Ruolo | Calciatore      |
| -- | ------------------- | ----- | --------------- |
|    | Germania (bandiera) | P     | Martin Holscher |
|    | Germania (bandiera) | P     | Dietmar Linders |
|    | Germania (bandiera) | D     | Michael Bella   |
|    | Germania (bandiera) | D     | Klaus Bruckmann |
|    | Germania (bandiera) | D     | Bernard Dietz   |
|    | Germania (bandiera) | D     | Erwin Häming    |
|    | Germania (bandiera) | D     | Detlef Pirsig   |
|    | Germania (bandiera) | D     | Ernst Savkovic  |
|    | Germania (bandiera) | C     | Theo Bücker     |
|    | Germania (bandiera) | C     | Herbert Büssers |
|    | Germania (bandiera) | C     | Klaus Killich   |

| N. |                                 | Ruolo | Calciatore       |
| -- | ------------------------------- | ----- | ---------------- |
|    | Germania (bandiera)             | C     | Bernd Lehmann    |
|    | Germania (bandiera)             | C     | Hannes Linßen    |
|    | Germania (bandiera)             | C     | Lothar Schneider |
|    | Germania (bandiera)             | C     | Werner Schneider |
|    | Germania (bandiera)             | A     | Peter Cestonaro  |
|    | Bosnia ed Erzegovina (bandiera) | A     | Idriz Hošić      |
|    | Germania (bandiera)             | A     | Rudolf Seliger   |
|    | Germania (bandiera)             | A     | Norbert Sobbe    |
|    | Germania (bandiera)             | A     | Ronnie Worm      |
|    | Germania (bandiera)             | A     | Klaus Wunder     |

## Organigramma societario
Area tecnica
- Allenatore: Willibert Kremer
- Allenatore in seconda:
- Preparatore dei portieri:
- Preparatori atletici:

## Calciomercato

### Sessione estiva
| Acquisti | Acquisti      | Acquisti            | Acquisti |
| R.       | Nome          | da                  | Modalità |
| -------- | ------------- | ------------------- | -------- |
| C        | Theo Bücker   | Borussia Dortmund   |          |
| A        | Idriz Hošić   | Kaiserslautern      |          |
| C        | Klaus Killich | Duisburg (juniores) |          |

| Cessioni | Cessioni          | Cessioni          | Cessioni |
| R.       | Nome              | a                 | Modalità |
| -------- | ----------------- | ----------------- | -------- |
| P        | Volker Danner     | Amburgo           |          |
| D        | Hartmut Heidemann | GSV Geldern 09/34 |          |
| D        | Kurt Rettkowski   | Sint-Truiden      |          |

### Sessione invernale
| Acquisti | Acquisti | Acquisti | Acquisti |
| R.       | Nome     | da       | Modalità |
| -------- | -------- | -------- | -------- |

| Cessioni | Cessioni  | Cessioni          | Cessioni |
| R.       | Nome      | a                 | Modalità |
| -------- | --------- | ----------------- | -------- |
| C        | Jonny Hey | Arminia Bielefeld |          |

## Risultati

### Bundesliga

#### Girone di andata
| Arbitro: | Linn |

|           |           |               |
| Dietz 64’ | Marcatori | 12’ Kasperski |

| Arbitro: | Biwersi |

|                                      |           |  |
| Grabowski 48’ Reichel 50’ Weidle 63’ | Marcatori |  |

| Arbitro: | Fork |

|                                                               |           |            |
| Wunder 31’ Dietz 44’ Hošić 48’ Seliger 52’ Lehmann 77’ (rig.) | Marcatori | 23’ Müller |

| Arbitro: | Tschenscher |

|                  |           |                    |
| Seel 8’ Geye 76’ | Marcatori | 48’ (rig.) Lehmann |

| Arbitro: | Schmoock |

|                              |           |         |
| Ackermann 12’ Toppmöller 88’ | Marcatori | 33’ Hey |

| Arbitro: | Picker |

|            |           |  |
| Linßen 73’ | Marcatori |  |

| Arbitro: | Aldinger |

|                            |           |  |
| Balte 23’, 75’ Walitza 81’ | Marcatori |  |

| Duisburg 21 settembre 1973, ore 20:00 CET 8ª giornata | Duisburg | 0 – 0 referto | Amburgo | Wedaustadion (9 000 spett.)\| Arbitro: \| Dreher \| |
| Arbitro:                                              | Dreher   |               |         |                                                     |

| Arbitro: | Ohmsen |

|                  |           |  |
| Kostedde 8’, 61’ | Marcatori |  |

| Arbitro: | Klauser |

|            |           |                         |
| Linßen 78’ | Marcatori | 43’ Köppel 79’ Simonsen |

| Arbitro: | Meuser |

|                                                            |           |                      |
| Schwarzenbeck 11’ Müller 42’ (rig.), 64’ (rig.) Hoeneß 86’ | Marcatori | 22’ Wunder 25’ Dietz |

| Arbitro: | Frickel |

|            |           |                                       |
| Wunder 30’ | Marcatori | 11’ Baylon 43’ Struth 79’ Bauerkämper |

| Arbitro: | Riegg |

|                                           |           |                  |
| Lippens 11’, 13’ Fürhoff 22’ de Vlugt 28’ | Marcatori | 75’, 80’ Lehmann |

| Arbitro: | Nützel |

|             |           |                |
| Lehmann 39’ | Marcatori | 17’ Hermandung |

| Arbitro: | Seiler |

|                 |           |  |
| Pröpper 3’, 59’ | Marcatori |  |

| Arbitro: | Eschweiler |

|                           |           |  |
| Lehmann 67’ Schneider 77’ | Marcatori |  |

| Arbitro: | Berner |

|                    |           |                     |
| Lehmann 50’ (aut.) | Marcatori | 25’ Wunder 41’ Worm |

#### Girone di ritorno
| Arbitro: | Biwersi |

|                              |           |                        |
| Höfer 25’ Stiller 87’ (rig.) | Marcatori | 14’ Seliger 90’ Bücker |

| Arbitro: | Basedow |

|            |           |              |
| Bücker 90’ | Marcatori | 32’ Kliemann |

| Arbitro: | Haselberger |

|                                              |           |             |
| Flohe 3’, 76’ Müller 8’ Konopka 38’ Löhr 81’ | Marcatori | 28’ Lehmann |

| Arbitro: | Tschenscher |

|  |           |          |
|  | Marcatori | 74’ Geye |

| Arbitro: | Frickel |

|                      |           |             |
| Bella 35’ Wunder 89’ | Marcatori | 59’ Pirrung |

| Arbitro: | Dittmer |

|  |           |          |
|  | Marcatori | 24’ Worm |

| Duisburg 2 marzo 1974, ore 15:30 CET 24ª giornata | Duisburg | 0 – 0 referto | Bochum | Wedaustadion (11 400 spett.)\| Arbitro: \| Aldinger \| |
| Arbitro:                                          | Aldinger |               |        |                                                        |

| Arbitro: | Grether |

|                      |           |  |
| Hidien 77’ Heese 88’ | Marcatori |  |

| Arbitro: | Schulenburg |

|                                    |           |  |
| Bücker 6’, 41’ Linßen 44’ Worm 68’ | Marcatori |  |

| Arbitro: | Berner |

|                                          |           |                 |
| Heynckes 17’ Bonhof 31’ (rig.) Vogts 45’ | Marcatori | 26’, 50’ Wunder |

| Arbitro: | Engel |

|  |           |                                                         |
|  | Marcatori | 22’ Beckenbauer 59’ Müller 65’ Hoeneß 84’ Schwarzenbeck |

| Arbitro: | Schäfer |

|                                   |           |  |
| Struth 5’ (rig.), 35’ (rig.), 79’ | Marcatori |  |

| Arbitro: | Fork |

|           |           |  |
| Dietz 14’ | Marcatori |  |

| Arbitro: | Frickel |

|                 |           |                                              |
| Müller 17’, 50’ | Marcatori | 67’ Bücker 79’ Linßen 85’ Lehmann 90’ Wunder |

| Duisburg 4 maggio 1974, ore 15:30 CET 32ª giornata | Duisburg    | 0 – 0 referto | Wuppertal | Wedaustadion (27 000 spett.)\| Arbitro: \| Tschenscher \| |
| Arbitro:                                           | Tschenscher |               |           |                                                           |

| Arbitro: | Bonacker |

|  |           |             |
|  | Marcatori | 76’ Seliger |

| Arbitro: | Betz |

|                                 |           |              |
| Bücker 48’ Seliger 82’ Worm 90’ | Marcatori | 88’ Thygesen |

### Coppa di Germania
| Arbitro: | Nickel |

|                                   |           |             |
| Hoeneß 27’ Müller 51’ (rig.), 62’ | Marcatori | 88’ Seliger |

## Statistiche

### Statistiche di squadra
| Competizione      | Punti | In casa | In casa | In casa | In casa | In casa | In casa | In trasferta | In trasferta | In trasferta | In trasferta | In trasferta | In trasferta | Totale | Totale | Totale | Totale | Totale | Totale | DR  |
| Competizione      | Punti | G       | V       | N       | P       | Gf      | Gs      | G            | V            | N            | P            | Gf           | Gs           | G      | V      | N      | P      | Gf     | Gs     | DR  |
| ----------------- | ----- | ------- | ------- | ------- | ------- | ------- | ------- | ------------ | ------------ | ------------ | ------------ | ------------ | ------------ | ------ | ------ | ------ | ------ | ------ | ------ | --- |
| Bundesliga        | 29    | 17      | 7       | 6       | 4       | 23      | 16      | 17           | 4            | 1            | 12           | 19           | 40           | 34     | 11     | 7      | 16     | 42     | 56     | -14 |
| Coppa di Germania | -     | 0       | 0       | 0       | 0       | 0       | 0       | 1            | 0            | 0            | 1            | 1            | 3            | 1      | 0      | 0      | 1      | 1      | 3      | -2  |
| Totale            | 29    | 17      | 7       | 6       | 4       | 23      | 16      | 18           | 4            | 1            | 13           | 20           | 43           | 35     | 11     | 7      | 17     | 43     | 59     | -16 |

### Andamento in campionato
| Giornata  | 1 | 2  | 3 | 4  | 5  | 6 | 7  | 8  | 9  | 10 | 11 | 12 | 13 | 14 | 15 | 16 | 17 | 18 | 19 | 20 | 21 | 22 | 23 | 24 | 25 | 26 | 27 | 28 | 29 | 30 | 31 | 32 | 33 | 34 |
| --------- | - | -- | - | -- | -- | - | -- | -- | -- | -- | -- | -- | -- | -- | -- | -- | -- | -- | -- | -- | -- | -- | -- | -- | -- | -- | -- | -- | -- | -- | -- | -- | -- | -- |
| Luogo     | C | T  | C | T  | T  | C | T  | C  | T  | C  | T  | C  | T  | C  | T  | C  | T  | T  | C  | T  | C  | C  | T  | C  | T  | C  | T  | C  | T  | C  | T  | C  | T  | C  |
| Risultato | N | P  | V | P  | P  | V | P  | N  | P  | P  | P  | P  | P  | N  | P  | V  | V  | N  | N  | P  | P  | V  | V  | N  | P  | V  | P  | P  | P  | V  | V  | N  | V  | V  |
| Posizione | 8 | 14 | 7 | 11 | 13 | 9 | 12 | 13 | 15 | 17 | 18 | 18 | 18 | 18 | 18 | 18 | 18 | 18 | 17 | 17 | 17 | 17 | 16 | 16 | 16 | 14 | 16 | 17 | 18 | 16 | 15 | 15 | 15 | 15 |

Legenda:

Luogo: C = Casa; T = Trasferta. Risultato: V = Vittoria; N = Pareggio; P = Sconfitta.

### Statistiche dei giocatori
| Giocatore    | Bundesliga | Bundesliga | Bundesliga  | Bundesliga | Coppa di Germania | Coppa di Germania | Coppa di Germania | Coppa di Germania | Totale   | Totale | Totale      | Totale     |
| Giocatore    | Presenze   | Reti       | Ammonizioni | Espulsioni | Presenze          | Reti              | Ammonizioni       | Espulsioni        | Presenze | Reti   | Ammonizioni | Espulsioni |
| ------------ | ---------- | ---------- | ----------- | ---------- | ----------------- | ----------------- | ----------------- | ----------------- | -------- | ------ | ----------- | ---------- |
| M. Bella     | 33         | 1          | 2           | 0          | 1                 | 0                 | 0                 | 0                 | 34       | 1      | 2           | 0          |
| K. Bregman   | 0          | 0          | 0           | 0          | 0                 | 0                 | 0                 | 0                 | 0        | 0      | 0           | 0          |
| K. Bruckmann | 9          | 0          | 1           | 0          | 1                 | 0                 | 0                 | 0                 | 10       | 0      | 1           | 0          |
| T. Bücker    | 18         | 6          | 0           | 0          | 0                 | 0                 | 0                 | 0                 | 18       | 6      | 0           | 0          |
| H. Büssers   | 7          | 0          | 0           | 0          | 0                 | 0                 | 0                 | 0                 | 7        | 0      | 0           | 0          |
| P. Cestonaro | 1          | 0          | 0           | 0          | 0                 | 0                 | 0                 | 0                 | 1        | 0      | 0           | 0          |
| B. Dietz     | 33         | 4          | 5           | 0          | 1                 | 0                 | 0                 | 0                 | 34       | 4      | 5           | 0          |
| D. Drescher  | 0          | 0          | 0           | 0          | 0                 | 0                 | 0                 | 0                 | 0        | 0      | 0           | 0          |
| G. Fröhlich  | 0          | 0          | 0           | 0          | 0                 | 0                 | 0                 | 0                 | 0        | 0      | 0           | 0          |
| J. Hey       | 12         | 1          | 1           | 0          | 1                 | 0                 | 0                 | 0                 | 13       | 1      | 1           | 0          |
| M. Holscher  | 0          | 0          | 0           | 0          | 0                 | 0                 | 0                 | 0                 | 0        | 0      | 0           | 0          |
| I. Hošić     | 11         | 1          | 0           | 0          | 0                 | 0                 | 0                 | 0                 | 11       | 1      | 0           | 0          |
| E. Häming    | 1          | 0          | 0           | 0          | 0                 | 0                 | 0                 | 0                 | 1        | 0      | 0           | 0          |
| K. Killich   | 0          | 0          | 0           | 0          | 0                 | 0                 | 0                 | 0                 | 0        | 0      | 0           | 0          |
| B. Lehmann   | 33         | 8          | 4           | 0          | 1                 | 0                 | 1                 | 0                 | 34       | 8      | 5           | 0          |
| D. Linders   | 34         | 0          | 0           | 0          | 1                 | 0                 | 0                 | 0                 | 35       | 0      | 0           | 0          |
| H. Linßen    | 33         | 4          | 11          | 0          | 1                 | 0                 | 0                 | 0                 | 34       | 4      | 11          | 0          |
| U. Montelett | 0          | 0          | 0           | 0          | 0                 | 0                 | 0                 | 0                 | 0        | 0      | 0           | 0          |
| D. Pirsig    | 34         | 0          | 6           | 0          | 1                 | 0                 | 0                 | 0                 | 35       | 0      | 6           | 0          |
| L. Pufahl    | 0          | 0          | 0           | 0          | 0                 | 0                 | 0                 | 0                 | 0        | 0      | 0           | 0          |
| K. Rach      | 0          | 0          | 0           | 0          | 0                 | 0                 | 0                 | 0                 | 0        | 0      | 0           | 0          |
| E. Savkovic  | 7          | 0          | 1           | 0          | 0                 | 0                 | 0                 | 0                 | 7        | 0      | 1           | 0          |
| L. Schneider | 12         | 0          | 0           | 0          | 0                 | 0                 | 0                 | 0                 | 12       | 0      | 0           | 0          |
| W. Schneider | 33         | 1          | 5           | 0          | 1                 | 0                 | 0                 | 0                 | 34       | 1      | 5           | 0          |
| R. Seliger   | 32         | 4          | 0           | 0          | 1                 | 1                 | 0                 | 0                 | 33       | 5      | 0           | 0          |
| N. Sobbe     | 3          | 0          | 0           | 0          | 0                 | 0                 | 0                 | 0                 | 3        | 0      | 0           | 0          |
| S. Sonntag   | 0          | 0          | 0           | 0          | 0                 | 0                 | 0                 | 0                 | 0        | 0      | 0           | 0          |
| K. Thies     | 0          | 0          | 0           | 0          | 0                 | 0                 | 0                 | 0                 | 0        | 0      | 0           | 0          |
| R. Worm      | 28         | 4          | 1           | 0          | 1                 | 0                 | 0                 | 0                 | 29       | 4      | 1           | 0          |
| K. Wunder    | 33         | 8          | 3           | 0          | 1                 | 0                 | 0                 | 0                 | 34       | 8      | 3           | 0          |